# 辻田沙織
辻田 沙織（つじた さおり、本名：横野 沙織（旧姓：辻田）、1986年1月16日 - ）は、日本のタレント、AonAのメンバー、フットサル選手。北海道札幌市出身。身長156cm。山羊座。血液型A型。酪農学園大学短期大学部卒業。

## 概要
2006年に「ミス北海道ウォーカー」にて審査員特別賞を受賞し、タレントとしてデビュー。北海道を主な活動拠点としてローカルタレントとして活動する傍ら、アップフロントプロモーション札幌支社（旧：アップフロントエージェンシー）のフットサルチーム・サッポロチェルビーズにて中心選手としても活躍した。
2013年1月、当時コンサドーレ札幌所属であった横野純貴と結婚。同年8月21日には第1子となる女の子を出産、8月28日には名前を「心南（みなみ）」と決め、出生届も提出したことをブログで報告した。一方で2014年には横野のコーンケンFC移籍に伴いタイへと移住。その後も1年ごとに日本と海外とを行き来していたこともあり、2014年以降芸能活動は休止状態にあったが、2017年9月に期間満了に伴い、アップフロントプロモーションとの所属契約を終了した。
2018年3月13日、前日に第2子となる女の子を出産したことを、ブログにて発表した。

## 出演番組
- FM ROCK KIDS（エフエム北海道）土曜 「第2部」1:00 - 2:00（ - 2008/3/22）
- R advance RAD'S（エフエム北海道）月曜 - 木曜 18:00 - 20:55（水曜・木曜のアシスタント）
- スーパーヒットチャートなまらん（STVラジオ）月曜20:00 - 21:50
- OH! SAPPORO☆（エフエム北海道）日曜17:54 - 18:00
- トレWatch!（トレワッチ）（STVラジオ）毎週土曜22:30 - 23:00
- What's New?+Cute（札幌テレビ）金曜（木曜深夜）0:29 - 1:59
- 里田まいのふわふわmignon（北海道文化放送）木曜（水曜深夜）0:40 - 1:20
- GO!GO!フットサル（テレビ北海道）土曜（金曜深夜）1:30 - 3:00（2011/1/21 - 2013/3）
- 女子会ラジオ（STVラジオ）日曜18:30 - 19:00（2012/4 - 2013/3）
- 福永俊介のシルクな夜（STVラジオ）日曜22:00 - 22:30（2011/4 - 2013/3）

## その他の活動
- 「サッポロチェルビーズ」 フットサルチーム所属 キャプテン　背番号8　ポジション	アラ
- サッポロビール　グルメイベントレポーター（北海道エリア担当）
- 平成19年度JRA北海道シリーズ、サポーター